# Mamina Badji
Mamina Badji (* 23. August 2002) ist ein senegalesischer Fußballspieler.

## Karriere
Badji begann seine Karriere bei Casa Sports. Im Oktober 2020 wechselte er nach Österreich zu den drittklassigen Amateuren des FC Admira Wacker Mödling. Für Admira II kam er bis zur Winterpause allerdings nicht zum Einsatz, da er seine Spielberechtigung erst im Dezember 2020 erhielt. Ohne Einsatz für die Amateure debütierte er im Februar 2021 für die Profis in der Bundesliga, als er am 16. Spieltag der Saison 2020/21 gegen den SCR Altach in der Nachspielzeit für Andrew Wooten eingewechselt wurde.

## Persönliches
Sein Bruder Aliou (* 1997) ist ebenfalls Fußballspieler.